# Немчінов Олег Миколайович
Олег Миколайович Немчінов (нар. 1 травня 1977 року, Львів) — український політик, громадський діяч, державний службовець 3 рангу. Державний секретар Міністерства молоді та спорту Україну (2017—2019). З 4 березня 2020 до 17 липня 2025 року — міністр Кабінету Міністрів України. Кандидат наук з державного управління, учасник АТО.

## Життєпис
Народився 1 травня 1977 року у Львові у родині службовців, онук героя Радянського Союзу Івана Миколайовича Немчинова (1915—1979).

### Освіта
Після закінчення у 1994 році Львівської середньої школи № 86 вступив на географічний факультет Львівського державного університету ім. Івана Франка, закінчив у 1999 році, за спеціальністю «Географія» та здобув кваліфікацію географа, викладача.
У 1998 році закінчив військову підготовку при ДУ «Львівська політехніка» за профілем: «Бойове застосування мотострілецьких підрозділів, частин та з'єднань».
У 2003 році закінчив Тернопільську академію народного господарства (нині — Західноукраїнський національний університет) за спеціальністю «Державна служба» та здобув кваліфікацію магістра з державної служби.
У 2011 році закінчив Приватний вищий навчальний заклад «Львівський університет бізнесу та права» за спеціальністю «Правознавство» та здобув кваліфікацію бакалавра з правознавства.
У листопаді 2013 року закінчив аспірантуру Львівського регіонального інституту державного управління Національної академії державного управління при Президентові України, 9 жовтня 2014 року захистив кандидатську дисертацію на тему: «Територіальне управління в умовах трансформації суспільного устрою у державах Центральної та Східної Європи: досвід для України» за спеціальністю 25.00.01 — «Теорія та історія державного управління».

### Кар'єра
У 1999 — 2002 роках — інспектор, спеціаліст 1-ї категорії у відділі роботи з молоддю департаменту гуманітарної та соціальної політики та відділі роботи з молоддю управління культури Львівської міської ради.
З 2000 по 2004 рік викладав за сумісництвом у Львівському професійно-технічному училищі № 32.
У 2003 — 2006 роках був помічником-консультантом народного депутата України Олександра Гудими та Юрія Костенка.
У 2006, 2007 та 2012 роках балотувався у Верховну Раду від Українського Народного Блоку Костенка і Плюща, НУНС та Нашої України відповідно, але жодного разу не отримав статус народного депутата.
У 2006—2010 роках — депутат Львівської обласної ради від Української народної партії.
У 2006 — 2007 роках обіймав посаду виконавчого директора Асоціації «Будівельні підприємства Львівщини», а у 2007 - 2009 роках — заступника генерального директора; ТОВ "Виробничо-комерційна фірма "Готель «Незалежність»; ТОВ «Євроготель».
З 2009 по 2010 рік — т.в.о. начальника, начальник головного управління промисловості та розвитку інфраструктури Львівської обласної державної адміністрації.
З 2011 по 2014 рік обіймав різні посади у Львівському регіональному інституті державного управління Національної академії державного управління при Президентові України: завідувача навчально-організаційного сектора, старшого викладача кафедри державного управління та місцевого самоврядування, старшого викладача кафедри публічного адміністрування та іноземних мов.
У 2011 — 2012 роках — директор ТзОВ «Будівельний Альянс» (готель «Опера», ресторан «Панорама») у Львові.
У 2014 році був заступником начальника підприємства з економічних питань та начальником економічно-кошторисного відділу Державного підприємства «Виробничо-сервісний центр Міністерства доходів і зборів України у Львівській області».
У 2014 — 2017 роках служив у Державній прикордонній службі України. У 2016 році брав участь в антитерористичній операції на території Донецької області, згодом був призначений керівником Військово-цивільної адміністрації сіл Комінтернове, Водяне та Заїченко Волноваського району Донецької області (відряджений до Донецької обласної військово-цивільної адміністрації із залишенням на військовій службі).
З 11 квітня 2017 року по лютий 2020 року — державний секретар Міністерства молоді та спорту України. Призначений за результатами відкритого конкурсу Розпорядженням Кабінету Міністрів України.
4 березня 2020 призначений на посаду Міністра кабінету міністрів України.
16 серпня 2024 року затверджений співголовою Координаційна робоча група з питань антикорупційної політики

## Громадська діяльність
- Голова Львівської філії Української студентської спілки (1997—1999);
- Заступник голови Української студентської спілки (1999—2006);
- Голова Львівського Молодого Руху (2001—2003);
- Голова Львівської міської організації Молодого Руху (1999—2001);
- Співкоординатор Львівської обласної коаліції молоді «Наша Україна» (2001—2006);
- Член Центрального проводу Української народної партії (2005—2013);
- Перший заступник голови ВМГО «Українська Народна Молодь» (2006—2014);
- Заступник голови Відділення Національного олімпійського комітету у Львівській області (2011—2015);
- Президент Федерації легкої атлетики Львівської області (2007—2015)[6];
- Член Президії Федерації легкої атлетики України (2007—2016);
- Член Виконкому Федерації легкої атлетики України, керівник Комітету Розвитку ФЛАУ (2012—2016);
- Президент ГО «Федерація легкої атлетики м. Севастополь» у 2016—2018 р.;
- Президент ЛММГО СК «Легіон» з 2004 р.[6];
- Член Олімпійської ради Відділення Національного олімпійського комітету у Львівській області з 2007 р.;
- Член Комісії розвитку ФЛАУ (2016—2020);
- Член Виконавчого комітету Національного олімпійського комітету України з 2022 року[12].

## Нагороди
- Грамота та Подяка Міського Голови Львова;
- Грамота та Подяка Голови Львівської обласної державної адміністрації;
- Грамота Верховної Ради України;
- Почесна грамота Кабінету Міністрів України;
- Почесна грамота Верховної Ради України.

## Сім'я
Одружений. Виховує сина.